# Романід
Романід — міжнародна штучна мова, розроблена угорським мовознавцем Золтаном Мадяром. Базується на романських мовах, чим і обумовлена її назва.
Мова складена на основі найпоширеніших у побуті словосполучень з декількох романських мов — іспанської, італійської, португальської та французької. За деякими даними[якими?], має популярність в Угорщині. У замітці в газеті «Труд» стверджується (з посиланням на неназваних фахівців), що за своєю конструкцією вона значно простіша і легша для засвоєння, ніж есперанто.